# Ophrys mazzolana
Ophrys mazzolana är en orkidéart som beskrevs av Falci, S.A.Giardina och Antonella Serio. Ophrys mazzolana ingår i ofryssläktet, och familjen orkidéer.
Artens utbredningsområde är Sicilien. Inga underarter finns listade i Catalogue of Life.